# Good Friendly Violent Fun
Good Friendly Violent Fun prvi je koncertni album američkog thrash metal-sastava Exodus. Diskografska kuća Relativity Records objavila ga je 1. listopada 1991. Album je snimljen uživo tijekom turneje 1989. ali nije objavljen sve do 1991. Naziv albuma dolazi iz teksta pjesme "The Toxic Waltz" s albuma Fabulous Disaster.

## Popis pjesama
| 1.    | »Fabulous Disaster«                           | 5:45 |
| 2.    | »Chemi-Kill«                                  | 6:09 |
| 3.    | »'Til Death Do Us Part«                       | 5:07 |
| 4.    | »The Toxic Waltz«                             | 4:40 |
| 5.    | »Cajun Hell«                                  | 5:55 |
| 6.    | »Corruption«                                  | 5:37 |
| 7.    | »Brain Dead«                                  | 4:31 |
| 8.    | »Dirty Deeds Done Dirt Cheap« (obrada AC/DCa) | 4:44 |
| 42:28 |                                               |      |

## Zasluge
Exodus
- Gary Holt – gitara
- Rob McKillop – bas-gitara
- Rick Hunolt – gitara
- Steve Souza – vokal
- John Tempesta – bubnjevi

Ostalo osoblje
- Kathy Milone – dizajn
- Sean Wyett – naslovnica, grafički dizajn
- Ken Lee – mastering
- Marc Senasac – miks
- Kyle "Slick" Johnson – miks (asistent)
- Jenny Raisler – fotografije
- Gene Ambo – fotografije